# Syncoilin
Syncoilin ist ein Intermediärfilament-Protein, das mit Desmin Heteropolymere bildet. Vermutlich verbindet es die Intermediärfilamente mit dem Dystrophin assoziierten Protein-Komplex.